# Río de Veer
El río de Veer o río Jackson es un curso natural de agua que desemboca en extremo oriental del fiordo Almirantazgo proveniente del noreste, en la isla de Tierra del Fuego.
Hans Niemeyer lo considera un afluente del río Jackson: 616 , pero también como un sinónimo.: 623 

## Trayecto
Sus inicios están en la divisoria de aguas con el lago Deseado, fluye hacia el sur e ingresa al valle Jackson: 21  (paralelo por el norte al río Azopardo) dirigiéndose directamente  a la bahía Jackson que se encuentra al noreste de Caleta María.: 19 

## Población, economía y ecología
En ese extremo del fiordo existe aún la Caleta María que a principios del siglo XX era un centro de explotación maderera.